# Didn't Wanna Do It
«Didn't Wanna Do It» es una canción de la cantante rusa Julia Volkova, lanzada como su segundo sencillo el 31 de julio de 2012 junto con el videoclip. La canción cuenta con una versión rusa titulada "Давай Закрутим Землю" (Davai Zakrutim Zemlyu), que se lanzó el mismo día del estreno de Didn't Wanna Do It bajo la licencia de ElloTV.

## Antecedentes
La canción fue escrita y producida por el dúo sueco The Euroz (Saeed Molavi y Benkahla Nadir), coescrita por Taj Jackson. The Euroz trabajó anteriormente con la banda Coreana de hip-hop "Big Bang" en su single "Beautiful Hangover". Lena Kiper escribió la letra de la versión rusa de la canción llamada "Давай Закрутим Землю" (Davai Zakrutim Zemlyu. Kiper es bien conocido por su trabajo como coescritor de los sencillos más exitosos de t.A.T.u. "All The Things She Said/Ya Soshla S Uma" y "Not Gonna Get Us/Nas Ne Dagoniat".
El single fue distribuido por Ambitious Beat, una empresa de Londres con la cual la cantante firmó un contrato y este sencillo está en "colaboración independiente" con Rusia (voz), Suecia (producción), Inglaterra (gestión), Cuba (vídeo) y EE. UU. (grabación, producción, ilustración y gestión) Un adelanto de la canción se conoció a través de Youtube, en el cual el mismo se observa algunas imágenes del vídeo. La portada del sencillo fue inspirada en el sencillo de All The Things She Said de t.A.T.u.

## Composición
Fue escrita y producido por Saeed Molavi y Benkahla Nadir del grupo sueco "The Euroz" y co escrita por Taj Jackson, la versión rusa de la canción estuvo a cargo de Lena Kiper, que anteriormente ha trabajado en las letras de las canciones más exitosas de t.A.T.u. como All The Things She Said y Not Gonna Get Us.

## Video musical
"Didn’t Wanna Do It" se lanzó oficialmente el 31 de julio junto con el vídeo estrenándose en la cuenta oficial de Julia Volkova en Youtube, fue rodada en Cuba. La trama será una chica (interpretada por Aleksandra Potekhina, una estrella en ascenso en Hollywood) llegando a casa y encontrándose a su novio en la cama con su madre, abandonara su hogar desecha. Entonces aparece un anuncio diciendo - "Love problems? Call 69" ("¿Problemas de amor?, llame al 69"). Al final del cable es Volkova, que comienza a "salvar" a Sasha - primera versión de su hija modesto en Wild Child, invitándola a la fiesta de amor libre, donde las chicas se divierten con una multitud de nativos. Al final de la mañana, las chicas terminan cansadas pero felices.

## Letra
(Dominio público)
1.
You’ll be calling me a bitch
But I gotta tell you 'bout your best friend
Her body’s so hot
I had to give her my attention
She took my number
Asked me if I wanna hang out
And all I'm thinking
Is how I get her back to my house

One thing lead to another
We looked at each other
Then she started kissing and feeling me up
I know I said there isn't another
She’s a wonderful lover
And we began to rock, rock, rock, OH

Coro:

I didn't wanna do it
But I did
I didn't wanna do it
She was all over me
But I did,
I could not resist her
I didn't wanna do it
She's looking so sexy
But I did
And I had to freak her

2.
She came to my crib
I told her meet me at the hot tub
Started getting undressed
Gave her patron and told her drink up
How was I supposed to know
That when we drunk it make us do things
She turned into a hoe
And so I turned into a pimp g

One thing lead to another
We looked at each other
Then she started kissing and feeling me up
I know I said there isn't another
She’s a wonderful lover
And we began to rock, rock, rock, OH

Coro:

I didn't wanna do it
But I did
I didn't wanna do it
She was all over me
But I did,
I could not resist her
I didn't wanna do it
She's looking so sexy
But I did
And I had to freak her

3.
Sorry but I have to be honest
I don't wanna lead you on, you should move on
Wish I could say this never happened
Then you wouldn't be crying
But I'm only human

(Coro)
- Datos: Q5274214